# Miroir pour héros
Pour plus de détails, voir Fiche technique et Distribution.
Miroir pour héros (Зеркало для героя) est un film soviétique réalisé par Vladimir Khotinenko, sorti en 1987,.

## Fiche technique
- Photographie : Evgeni Grebnev
- Musique : Boris Petrov
- Décors : Sergeï Kornet, Mikhail Rozenchteïn
- Montage : Galina Patrikeieva